# 八戸直義
八戸 直義（はちのへ なおよし）は、江戸時代前期の盛岡藩士。八戸氏22代当主。

## 略歴
慶長6年（1602年）、八戸氏の重臣・新田政広の嫡男として誕生。
慶長19年（1614年）、八戸氏20代当主・八戸直政が急逝し、妻である清心尼が21代当主となったが、元和6年（1620年）彼らの次女・愛との婚姻で婿養子となることで22代当主・八戸弥六郎直義を名乗る。以後、南部宗家である三戸南部家の筆頭家老として仕える。
寛永4年（1627年）3月、南部利直の命により、八戸から遠野へ国替（移封）させられ、荒廃していた遠野を義母・清心尼と共に整備していった。後に直栄と改名する。
なお、八戸氏は八戸の根城を拠点としていたため、根城南部氏とも呼ばれるが、遠野への国替を期に遠野南部氏とも呼ばれるようになる。
延宝3年（1675年）、死去。